# قاموس الشيطان
قاموس الشيطان (بالإنجليزية: The Devil's Dictionary)‏ للكاتب أمبروز بيرس. نشر في عام 1911 وهو كتاب ساخر يقدم تفسيرا لمصطلحات بطريقة ساخرة وهزلية وفي عام 1967 نشرت نسخة موسعة من قاموس الشيطان.

## الكاتب والبداية
الكاتب الساخر أمبروز بيرس هو صحافي وكاتب قصص قصيرة ولد في أوهايو سنة 1842 وتوفي سنة 1914 شارك في الحرب الاهلية. تعود جذور فكرة قاموس الشيطان عندما كان امبروز بيرس كاتب عمود في مجلة اسمها رسالة الأخبار (نيوز ليتير)وهي مجلة مختصة بالنقد الساخر ثم أصبح رئيس تحريرها وهي تصدر في سان فرانسيسكو. كما كتب لمجلة ماجازين فن بين عامي (1872-1875) حيث كتب ثلاثة كتب منهم: (خيوط العنكبوت والجمجمة الفارغة) عام 1874 ومن أشهر أعماله التهكمية كتاب الساحر عام 1906 وقاموس الشيطان عام 1911.

## بعض مصطلحات قاموس الشيطان مترجمة للعربية
- الإصلاحات: ترهات تقال في كل حملة انتخابية، وتصبح طي النسيان بمجرد الفوز في الانتخابات.
- الحب الأفلاطوني: تسمية حمقاء لعلاقة بين طرف مصاب بالعجز وآخر مصاب بالبرود.
- الجدل: طريقة منطقية تماما وملائمة لتقوية أخطاء الآخرين.
- التجربة: علم يسمح لنا بألا نعترف رسميا بالجنون، الذي استطعنا السيطرة عليه، وبأن ننظر إليه كموضوع قديم لم تعد له أهمية، اسم يطلقه الناس على أخطائهم وحماقاتهم.
- الشوكة: آلة ينقل بها الإنسان الحيوانات الميتة إلى فمه.
- المتفائل: هو ذلك الذي يكافح من أجل إثبات أن الأسود أبيض.
- دفتر المذكرات: تدوين يومي لزوايا من حياتنا اليومية، نستطيع من دون أن نحمر خجلا، أن نرويها حتى لأنفسنا.
- تفاحة آدم: بروز في مقدمة الرقبة يحول دون انزلاق حبل المشنقة.
- الشاه: رتبة أعلى من الملك مثل «الآس» بالنسبة إلى الملك في لعبة الورق.
- السلام: في دنيا السياسة، هو فترة نفاق بين حربين صادقتين.
- الأطباء: مجرمون بالفطرة، يسخرون كل طاقاتهم لقتل المرضى.
- القسيس: هو ذلك الذي يستطيع الاحتيال حتى على السيد المسيح.
- العقل: هو عضو مهم يوجد في جسم الإنسان يبدأ بالعمل منذ ولادة الشخص حتى يتزوج.
- الدبلوماسي: هو من يستطيع ان يقنع زوجته بان معطف الفرو لايليق بها ويذهب بجمالها.
- الشخص الغني: هو من يملك المال أكثر مما تستطيع ان تنفقه زوجته.
- العثة: هي تلك الحشرات الغريبة الاطوار حيث انها تقضي الصيف في معطف الفرو وتقضي الشتاء في ملابس السباحة.

## روابط خارجية
- قاموس الشيطان على موقع الموسوعة البريطانية (الإنجليزية)